# العصر الذهبي لألعاب الفيديو

لعبة سبيس إنفيدرز من أشهر الألعاب في فترة الثمانينات من القرن العشرين

العصر الذهبي لألعاب الفيديو (بالإنجليزية: Golden age of arcade video games)‏ ، هي فترة التي شهدت أقوى إصدارات ألعاب الفيديو في أواخر السبعينات من القرن العشرين الميلادية وحتى نهاية العقد الثمانين، ومن أشهر هذه الألعاب : سبيس إنفيدرز وسوبر ماريو وداك هانت وغير ذلك.